# Tel Aviv Open
Il Tel Aviv Open, nome ufficiale Watergen Open per ragioni di sponsorizzazione, è stato un torneo professionistico maschile di tennis facente parte dell'ATP Tour. Inaugurato nel 1979 come torneo del circuito maggiore sui campi in cemento all'aperto dell'Israel Tennis Center di Ramat HaSharon, vicino a Tel Aviv in Israele, è stato dismesso nel 1996. Nel 1997 non si è disputato e nei due anni successivi si sono svolte sugli stessi campi due edizioni del Tel Aviv Challenger, facente parte delle ATP Challenger Series.
È stato ripristinato nel 2022 sui campi indoor in cemento dell'Expo Tel Aviv di Tel Aviv come evento del circuito ATP Tour 250, L'edizione 2022 è stata assegnata dall'ATP con una licenza valida per un solo anno per sopperire alle cancellazioni di alcuni tornei del circuito maggiore dovute alla pandemia di COVID-19. Era in programmazione per l'anno successivo, ma l'edizione non venne disputata, spostandola a Sofia a causa della guerra in corso.
Conquistando il titolo nel 1983 al Tel Aviv Open all'età di 16 anni e 2 mesi, Aaron Krickstein è diventato il giocatore più giovane nella storia dell'ATP a vincere un torneo del circuito maggiore.

## Albo d'oro

### Singolare
| Anno        | Vincitore            | Finalista            | Punteggio     |
| ----------- | -------------------- | -------------------- | ------------- |
| 1979        | Tom Okker            | Per Hjertquist       | 6–4, 6–3      |
| 1980        | Harold Solomon       | Shlomo Glickstein    | 6–2, 6–3      |
| 1981        | Mel Purcell          | Per Hjertquist       | 6–1, 6–1      |
| 1982        | Non disputato        | Non disputato        | Non disputato |
| 1983        | Aaron Krickstein (1) | Christoph Zipf       | 7–6, 6–3      |
| 1984        | Aaron Krickstein (2) | Shahar Perkiss       | 6–4, 6–1      |
| 1985        | Brad Gilbert (1)     | Amos Mansdorf        | 6–3, 6–2      |
| 1986        | Brad Gilbert (2)     | Aaron Krickstein     | 7–5, 6–2      |
| 1987        | Amos Mansdorf        | Brad Gilbert         | 3–6, 6–3, 6–4 |
| 1988        | Brad Gilbert (3)     | Aaron Krickstein     | 4–6, 7–6, 6–2 |
| 1989        | Jimmy Connors        | Gilad Bloom          | 2–6, 6–2, 6–1 |
| 1990        | Andrej Česnokov      | Amos Mansdorf        | 6–4, 6–3      |
| 1991        | Leonardo Lavalle     | Christo van Rensburg | 6–2, 3–6, 6–3 |
| 1992        | Jeff Tarango         | Stéphane Simian      | 4–6, 6–3, 6–4 |
| 1993        | Stefano Pescosolido  | Amos Mansdorf        | 7–6, 7–5      |
| 1994        | Wayne Ferreira       | Amos Mansdorf        | 7–6, 6–3      |
| 1995        | Ján Krošlák          | Javier Sánchez       | 6–3, 6–4      |
| 1996        | Javier Sánchez       | Marcos Ondruska      | 6–4, 7–5      |
| 1997- 2021  | Non disputato        | Non disputato        | Non disputato |
| ↓ ATP 250 ↓ |                      |                      |               |
| 2022        | Novak Đoković        | Marin Čilić          | 6–3, 6–4      |
| 2023        | Non disputato        | Non disputato        | Non disputato |

### Doppio
| Anno        | Vincitori                         | Finalisti                           | Punteggio     |
| ----------- | --------------------------------- | ----------------------------------- | ------------- |
| 1979        | Ilie Năstase Tom Okker            | Mike Cahill Colin Dibley            | 7–5, 6–4      |
| 1980        | Per Hjertquist Steve Krulevitz    | Eric Fromm Cary Leeds               | 7–6, 6–3      |
| 1981        | Steve Meister Van Winitsky        | John Feaver Steve Krulevitz         | 3–6, 6–3, 6–3 |
| 1982        | Non disputato                     | Non disputato                       | Non disputato |
| 1983        | Colin Dowdeswell Zoltán Kuhárszky | Peter Elter Peter Feigl             | 6–3, 7–5      |
| 1984        | Peter Doohan Brian Levine         | Colin Dowdeswell Jakob Hlasek       | 6–3, 6–4      |
| 1985        | Brad Gilbert Ilie Năstase         | Michael Robertson Florin Segărceanu | 6–3, 6–2      |
| 1986        | John Letts Peter Lundgren         | Christo Steyn Danie Visser          | 6–3, 3–6, 6–3 |
| 1987        | Gilad Bloom Shahar Perkiss        | Wolfgang Popp Huub van Boeckel      | 6–2, 6–4      |
| 1988        | Roger Smith Paul Wekesa           | Patrick Baur Alexander Mronz        | 6–3, 6–3      |
| 1989        | Jeremy Bates Patrick Baur         | Rikard Bergh Per Henricsson         | 6–1, 4–6, 6–1 |
| 1990        | Nduka Odizor Christo van Rensburg | Ronnie Båthman Rikard Bergh         | 6–3, 6–4      |
| 1991        | David Rikl Michiel Schapers       | Javier Frana Leonardo Lavalle       | 6–2, 6–7, 6–3 |
| 1992        | Mike Bauer João Cunha e Silva     | Mark Koevermans Tobias Svantesson   | 6–3, 6–4      |
| 1993        | Sergio Casal Emilio Sánchez       | Mike Bauer David Rikl               | 6–4, 6–4      |
| 1994        | Lan Bale John-Laffnie de Jager    | Jan Apell Jonas Björkman            | 6–7, 6–2, 7–6 |
| 1995        | Jim Grabb Jared Palmer            | Kent Kinnear David Wheaton          | 6–4, 7–5      |
| 1996        | Marcos Ondruska Grant Stafford    | Noam Behr Eyal Erlich               | 6–3, 6–2      |
| 1997- 2021  | Non disputato                     | Non disputato                       | Non disputato |
| ↓ ATP 250 ↓ |                                   |                                     |               |
| 2022        | Rohan Bopanna Matwé Middelkoop    | Santiago González Andrés Molteni    | 6–2, 6–4      |
| 2023        | Non disputato                     | Non disputato                       | Non disputato |